# ダイナミック・プライシング

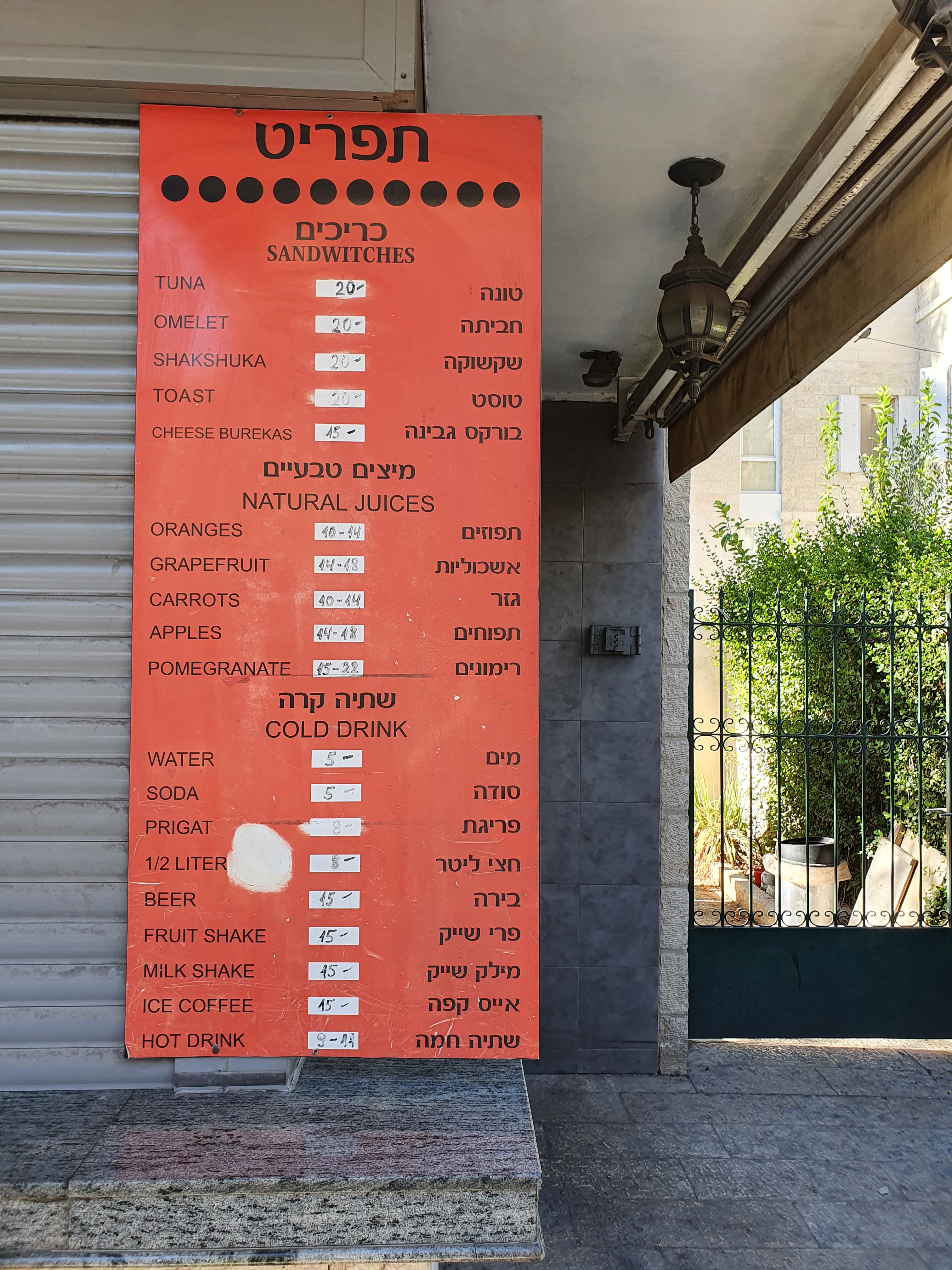
イスラエル・エルサレム市内の軽食スタンドに掲示されているメニュー表。一部のメニューに複数の価格が記されている。

ダイナミック・プライシング (dynamic pricing) は、商品やサービスの価格を需要と供給の状況に合わせて変動させる価格戦略。「動的価格設定」「変動料金制」「価格変動制」ともいう。

## 解説
商品やサービスの価格について、一定の標準価格を設定し、その商品・サービスの売れ行きにより価格を随時変動させる仕組みである。かねてよりサービスの分野では、集客が見込めるサービス（例えば、プロスポーツ観戦チケットにおける、人気チームとの対戦カード）の価格を高めに設定し収益を増やす一方、集客の見込めないサービスは価格を下げて集客数を増やす戦略が行われているが、近年ではこれを進化させ、過去の販売実績データなどのビッグデータを人工知能 (AI) が学習して売れ行きを予測し、販売状況に応じて収益最大化が見込める最適価格をシステムが推奨し、その推奨価格を参考にして価格を随時変動させる仕組みが導入されている。
一例でいえば、あるイベントのチケットを販売するにあたり、売り出し初日は標準価格で売り出したものの、人気が高いとみると翌日の販売価格を値上げし、逆に売れ行きが停滞した場合は翌日の販売価格を引き下げる。これを比較的短いスパンで繰り返すのが（ビッグデータとAIを活用した）「ダイナミック・プライシング」の典型的な手法である。ただし、この手法が行き過ぎると、例えば販売期間中に標準価格の3倍にまで販売価格が高騰したり、あるいは本来は廉価なグレードに人気が集中した結果として上位グレードと価格が逆転したりする現象が生じるなど、顧客の不満を招きかねない。
「日ごとに価格が変わる」という考え方が最初に広まったのが、需要が集中する時期などを把握しやすい航空業界とホテル業界である。航空会社やホテルは季節や曜日などによる需要予測をもとに数か月先の価格を提示するが、閑散期には大幅に値下げされる一方で、繁忙期には平常時よりも高い料金が設定されるということが一般的に行われてきた。さらには早期購入割引の導入や、航空業界では同一区間・同一機材でも運航日・便ごとに異なる値付けが行われ、航空会社が提供するダイナミックパッケージ（航空便とホテルを任意に組み合わせた旅行商品）では、早くからダイナミック・プライシングの考え方が導入されている。一方で、旅行会社の旅行商品や団体旅行（パッケージツアー）向けに設定される料金には動的な価格変動は行われてこなかったが、旅行会社でも航空会社などからの卸売価格にダイナミック・プライシングが導入される方針となったことから、対応を迫られている。なお、観光業界では通常シーズナリティと呼んでいる。

## 動的価格設定方法
時間ベースの動的価格設定
時間ベースの動的価格設定は、需要が1日を通して変化する業界や、サプライヤーが1日の特定の時間に製品を使用するインセンティブを顧客に提供したい業界で導入されることがある。
時間ベースの小売価格
多くの業界、特に小売業者は時間帯によって価格が変わることがある。多くの小売顧客は平日の昼間に買い物をするため、小売業者は夕方に価格を下げることが多い。スーパーマーケットのいわゆる「見切り品」販売（閉店時間が迫ると、売れ残っている野菜、総菜、魚介類などの生鮮食料品を割り引きして販売する）もその一種である。
曜日ベースの動的価格設定
曜日ベースの動的価格設定は、遊園地などのアミューズメント施設やプロスポーツ、音楽ライブなど、土日祝日といった特定日に混雑する傾向にある業界が導入することが多い。
その他のベースの動的価格設定
プロスポーツでは、以上のベースに加え、成績や選手の移籍、屋外の会場であれば天候の変化などによっても価格が変化する。

## 批判
ダイナミック・プライシングはしばしば不当値上げと批判されることがある。ダイナミック・プライシングは消費者の間では概して不人気であり、特定の顧客を優遇する仕組みであるように感じる者もいる。『AERA』誌は、ダイナミック・プライシングによるビジネスホテルや東京ディズニーランド、プロ野球の価格高騰に対する不満の声を取り上げた記事を相次いで掲載し、ダイナミック・プライシングにより一時的に利益が上がっても顧客の信頼を失うこともあると指摘した。また、ダイナミック・プライシングによるホテル価格高騰は、いわゆるホテル難民が発生する原因にもなっている。
価格引き上げの意図は一般的には需要と供給のバランスによって決まるが、そうでない事例も存在する。個人データの収集と分析が瞬時に行われる場面では、ビッグデータやモノのインターネットなどの現代的な技術を用いてダイナミック・プライシングを適用する業界もある。
こうしたデータ分析についての現代的な技術は飛躍的に進歩しており、顧客のネット閲覧履歴や年齢、性別、位置や嗜好が調べられるようになっている。売り手側が利用するそうした顧客情報の範囲はたいてい非公開または不明瞭であるため、顧客の中には「望まないプライバシー侵害やデータ詐欺が行われているのではないか」と恐れる者もいる。売り手側は、個人情報はデータ収集のためのみに利用し、第三者に渡すことはないと約束していることが一般的であるが、ごく少数の会社が起こす不祥事によって、顧客の認識に影響を与えることがある。また、データが漏洩したり悪用されたりする可能性によって、顧客ロイヤリティが低下し、それが売り手側の長期的な収益に悪影響を及ぼす場合があることから、そもそも売り手側が顧客の情報を収集すること自体に不信感を持つ顧客もいる。
顧客側も、商品の価格について公平感・不公平感を持つことがあり、同一の商品が人によって異なる価格で提供される場合は、価格の公平さについての顧客の認識に影響を与える可能性がある。研究によれば、他人が購入した価格を容易に知ることができる場合、もし他人が自分よりも安い価格で購入していると、価格について不公平感を抱き、満足度も下がることがわかっている。一方で、自分のほうが安く購入できた場合は、売り手に対する信頼感が生まれ、その相手から再び購入しようという意欲が増す傾向がある。また別の研究では、顧客自身のプライバシーの感じ方や、ダイナミック・プライシングの種類（顧客ごとの価格設定、顧客が属する区分による価格設定、購入場所に応じた価格設定、購入履歴による価格設定など）によって、価格に対する公平感が変化することが示されている。

### アマゾン
Amazon.com（アマゾン）は2000年、一部の顧客に対し価格差別制度を導入した。同じ時に同じ商品のページを見ている場合であっても、顧客によって表示される価格が異なるというものであるが、これは価格差別を禁じたロビンソン・パットマン法に違反している可能性がある。この制度が批判を集めた結果、アマゾンは謝罪して7,000人近い顧客に返金を行ったが、この制度自体は撤回しなかった。
新型コロナウイルスの世界的流行の間、需要の高い特定の商品の価格は元の価格の4倍に高騰したと報じられ、批判的な注目を集めた。アマゾンは価格操作を否定し、一部の出店者が消毒液やマスクなどの商品について価格をつり上げたと批判したものの、実際にはアマゾン自身が販売する商品も大幅な価格上昇が起こっていた。これについて、アマゾンはソフトウェアの不具合によるものだと主張した。

### Uber
タクシー配車サービスのUberも価格の高騰で批判されたことがある。2013年12月、ニューヨークが猛吹雪に襲われた際、Uberの料金は通常時の8倍となった。この件は著名人を含め幅広い反発を呼び、中でもサルマン・ラシュディは公然とUberを非難した。
この一件以降、Uberは非常時の場合について料金上昇の上限を設定することとし、2015年より実施された。しかし、ある地域では、Uberの運転手たちが利用者からの配車依頼を意図的に受け付けないことで需要を上昇させ、それに連動して料金も上昇し、自分たちが満足の行く料金レベルに達するのを待つ、という状況が存在することがわかっている。

### ウェンディーズ
2024年、ファストフードチェーンのウェンディーズは、アメリカ国内の一部地域で2025年中にダイナミック・プライシングを試行する計画を発表した。これは店舗のメニューボードのデジタル化に伴うもので、変更内容は利害関係者に通知された。しかし、ネット上ではこの計画に対しかなりの反発が起き、ウェンディーズは「この計画は値上げを意図しておらず、あくまで閑散時の値下げに限ったものだ」と釈明した。